# 刘秀云
刘秀云（1968年9月—），安徽怀宁人，汉族，中华人民共和国政治人物，中国农工民主党党员，第十三届全国人民代表大会安徽地区代表。

## 生平
2018年2月24日，当选为第十三届全国人大代表。